# David Hopkin
David Isaac Hopkin (ur. 21 sierpnia 1970 w Greenock) – szkocki piłkarz występujący na pozycji pomocnika, a także trener.
W swojej karierze rozegrał 124 spotkania i zdobył 8 bramek w Premier League.